# Aeschynanthus pseudohybridus
Aeschynanthus pseudohybridus är en tvåhjärtbladig växtart som beskrevs av Mendum. Aeschynanthus pseudohybridus ingår i släktet Aeschynanthus och familjen Gesneriaceae. Inga underarter finns listade i Catalogue of Life.